# Kutiny
Kutiny jsou přírodní památka jihozápadně od obce Hlavatce v okrese Tábor, která byla vyhlášena v roce 1996 na severním břehu Nového rybníka spadajícího do soustavy rybníků na Bechyňském potoku. Jedná se o částečně zamokřenou a podmáčenou bezkolencovou louku, na které se nachází vzácná květena jako například hořec hořepník (Gentiana pneumonanthe) či mochna bahenní (Potentilla palustris). Jiné zdroje uvádí slabou populaci všivce bahenního (Pedicularis palustris) a srpice barvířské (Serratula tinctoria) a taktéž výskyt prstnatce májového (Dactylorhiza majalis), ptačince bahenního (Stellaria palustris) či ostřice Hartmanova (Carex hartmanii). Ze vzácných živočichů zde byl pozorován modrásek hořcový (Maculinea alcon), ropucha obecná (Bufo bufo), ještěrka živorodá (Zootoca vivipara) či užovka obojková (Natrix natrix).
Z důvodu zachování památky dochází k pravidelnému sečení a odstraňování náletových dřevin. Památka je taktéž volně přístupná za podmínky, že nedochází k poškozování území.

## Lokalita
Přírodní památka se rozkládá na ploše 0,75 ha na jihozápad od obce Hlavatce v okrese Tábor přibližně 600 metrů západně od silnice Hlavatce-Svinky. Na jih od území leží Nový rybník, jeden z rybníků tvořící rybniční soustavu na Bechyňském potoku, na jehož březích má přírodní památka i část své hranice. Východní hranici vytváří bezejmenná povrchová stoka odvodňující pole nacházející se na sever a východ od přírodní památky. Okolo přírodní památky se nachází ochranné pásmo o šířce 50 m.
Území rozkládající se v nadmořské výšce 449 až 452 metrů a lehce se uklánějící jižním směrem přiléhá k hranici přírodního parku Černická obora.

## Historie
Louka byla historicky extenzivně využívána k pastvě či ke kosení. V této době byla taktéž odvodňována za pomoci mělkých stružek. Se změnami ve využívání krajiny ve druhé polovině 20. století došlo k postupné degradaci lučních porostů a to jak vlivem celkové eutrofizace okolních zemědělsky využívaných polí, tak i vlivem nepravidelnosti v hospodaření na louce. Vyšší přísun živin umožnil šíření nepůvodních druhů rostlin a nepravidelné kosení postupné zarůstání náletovými dřevinami.

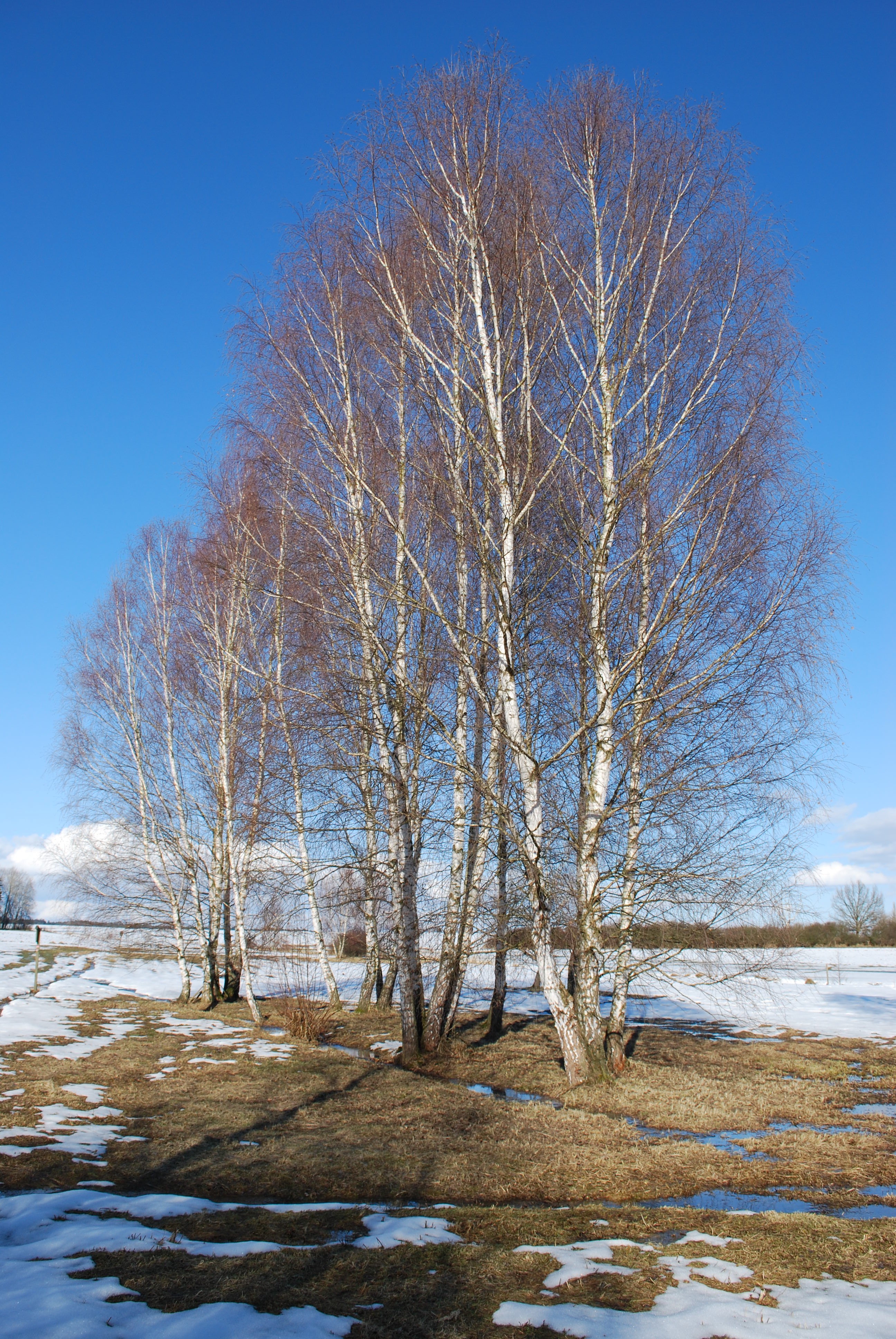
Náletové dřeviny, nebezpečí pro chráněné druhy na lokalitě

Chráněná oblast byla vyhlášena jako přírodní památka nařízením číslo 7/1996 okresního úřadu v Táboře ze dne 21. listopadu 1996 s datem účinnosti od 10. prosince 1996. Rozloha vyhlášeného území byla 0,7988 ha. Dne 13. dubna 2011 došlo k přehlášení oblasti Krajským úřadem Jihočeského kraje nařízením číslo 4/2011. Smyslem přehlášení bylo přesněji určit hranice území, čímž došlo k revizi rozlohy na 0,75 ha.
V roce 2005 byl zhotoven a přijat plán péče pro období 2006 až 2015. V oblasti proběhl obecný inventarizační průzkum v roce 2006 a následně pak i v roce 2009, kdy se zaměřoval na faunu a bezobratlé živočichy.

## Přírodní podmínky
Oblast přírodní památky tvoří bezlesé louky vlhkého až střídavě vlhkého charakteru a částečně i mokřiny při březích Nového rybníka. Klimaticky spadají Kutiny do mírně vlhkého vrchovinového okrsku mírně teplé oblasti s ročním úhrnem srážek okolo 600 mm a s průměrnou roční teplotou 7 °C.

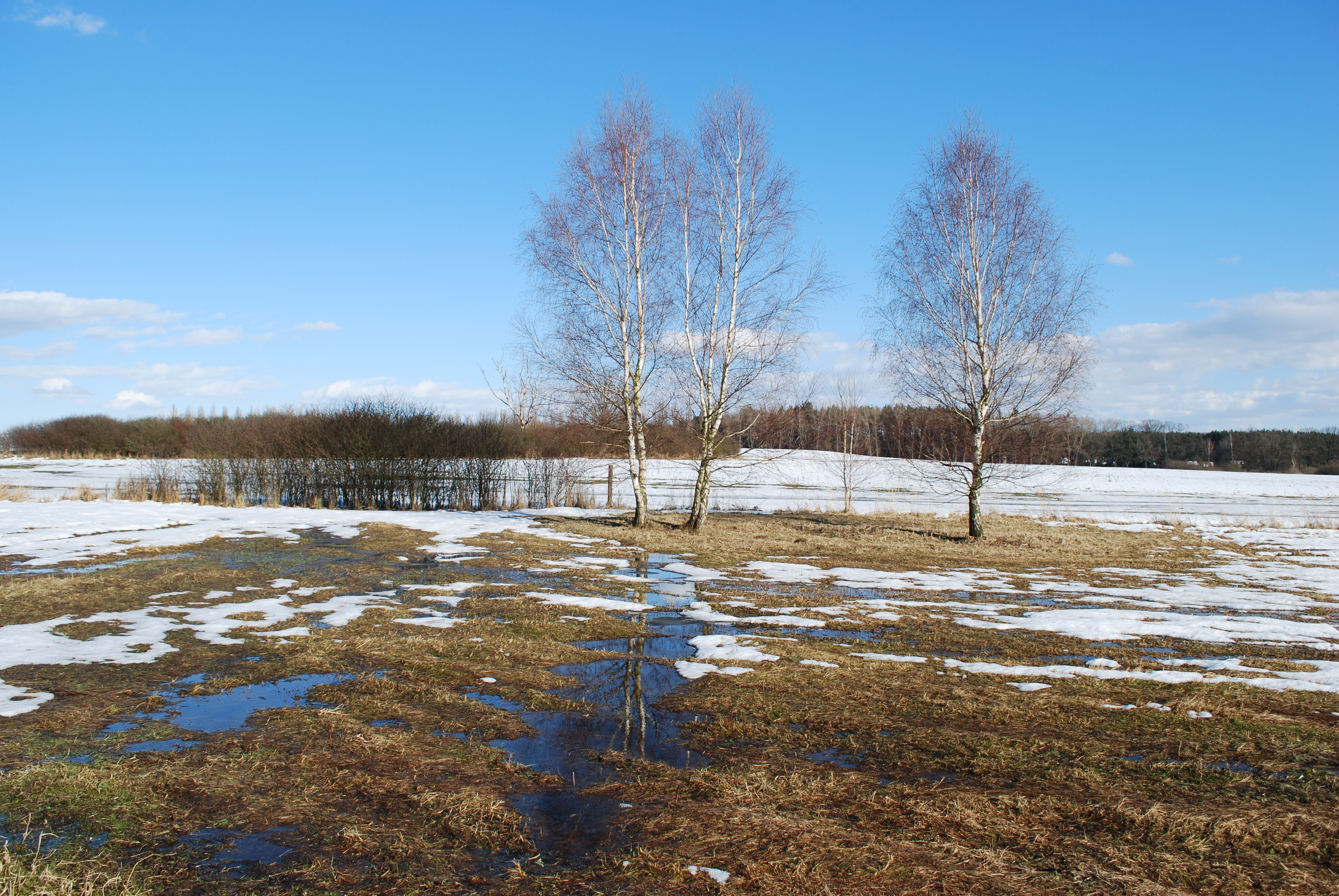
Pohled od západu k východu přes chráněnou louku

Z geomorfologického hlediska leží Kutiny v Českomoravské soustavě, v severním okraji Třeboňské pánve v okrsku Borkovické pánve.

### Geologie
Horninové podloží je tvořeno pararulou, na kterém se nachází deluviofluviální hlíny a pleistocenní písčité hlíny. V oblasti odvodňovací stoky jsou i holocenní splachové hlíny. Půdní profil je složen z glejů a pseudoglejů.

### Hydrologie

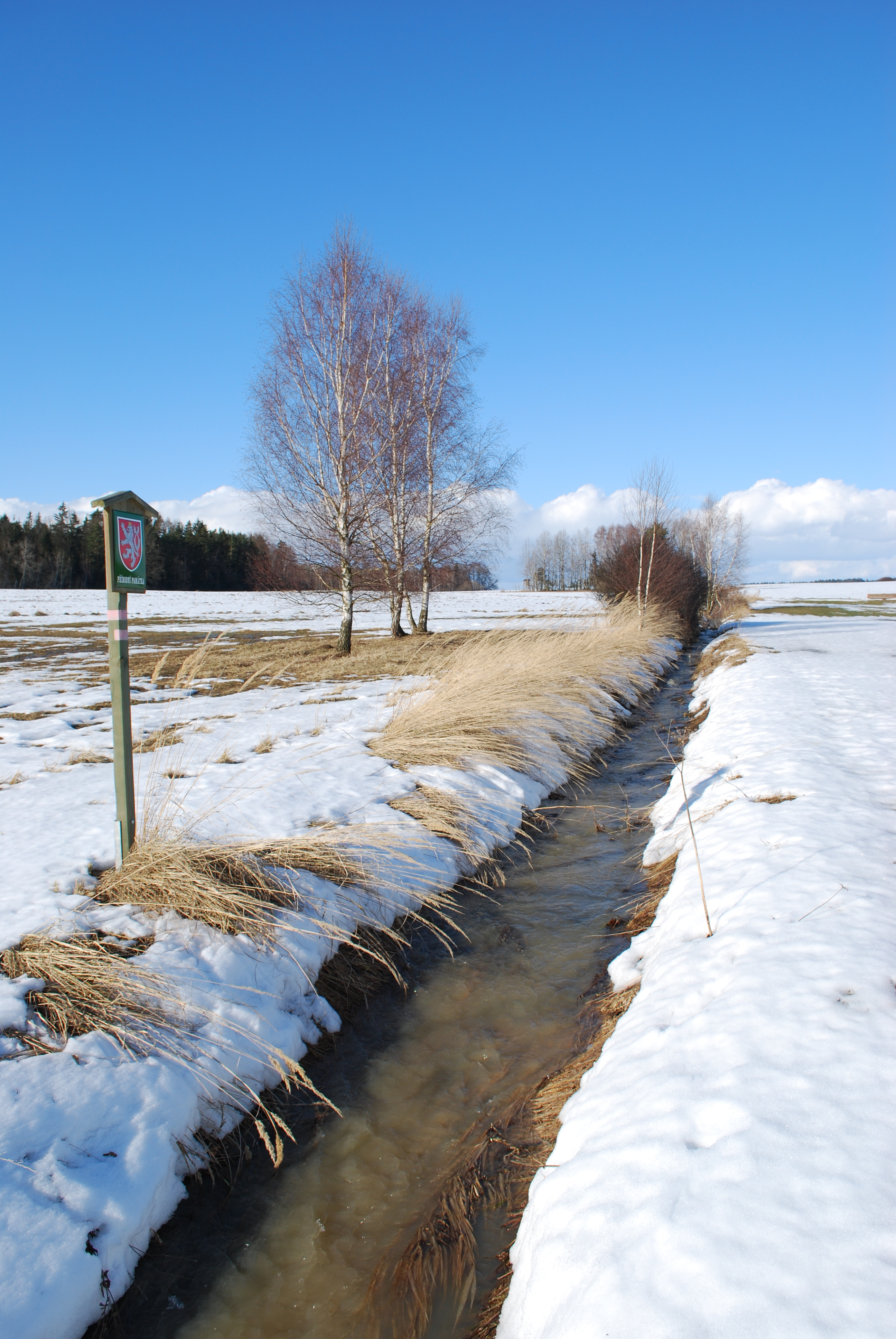
Východní hranici území tvoří odvodňovací stoka, která částečně odvádí vodu i z přírodní památky

Oblast je částečně odvodňována bezejmennou stokou procházející na východní hranici území. Jelikož je území ukloněno jižním směrem k rybníku, část vody odtéká do něho. Rybník pak spadá do povodí Bechyňského potoka

### Flora
Na přibližně 80 % přírodní památky se vyskytuje vlhká louka svazu Molinion s přechody ke svazu Calthion. Mezi významné druhy, které zde byly v roce 2005 pozorovány, patří přibližně 50 kvetoucích jedinců hořece hořepníka (Gentiana pneumonanthe), mohutný trs kosatce sibiřského (Iris sibirica), okolo 20 kusů prstnatce májového (Dactylorhiza majalis), několik trsů ptačince bahenního (Stellaria palustris), vitální populace kozlíku dvoudomého (Valeriana dioica) i ostřice Hartmanovi (Carex hartmanii), dále srpice barvířská (Serratula tinctoria) či svízel severní (Galium boreale).

### Fauna
Ze vzácných živočichů zde byl pozorován modrásek hořcový (Maculinea alcon), ropucha obecná (Bufo bufo), ještěrka živorodá (Zootoca vivipara) či užovka obojková (Natrix natrix). Z ptáků zde byla pozorována vlaštovka obecná (Hirundo rustica), která zde ale nehnízdí.

## Ochrana
Z dlouhodobého hlediska by mělo být cílem ochrany zachování bezlesé louky, na které by se dařilo některým chráněným druhům. Nicméně, dle plánu péče z roku 2005 probíhá degradace chráněného území a to vlivem šíření nepůvodních rurálních druhů a náletových dřevin, za což mohla nedostatečná péče o přírodní památku. Nevhodná četnost kosení umožnila expanzi náletových dřevin a třtiny křovištní (Calamagrostis epigejos), která se rozlézá převážně od západního okraje území. Nevhodně na lokalitu působí i splachy z okolních zemědělsky využívaných polích, čímž dochází k eutrofizaci louky.
Jako ideální opatření pro správu lokality se doporučuje extenzivní pastva.